# تورستون هال
تورستون هال (انگلیسی: Thurston Hall؛ ۱۰ مهٔ ۱۸۸۲ – ۲۰ فوریهٔ ۱۹۵۸) یک هنرپیشه اهل ایالات متحده آمریکا بود.
از فیلم‌ها یا برنامه‌های تلویزیونی که وی در آن نقش داشته است می‌توان به

## فیلم‌شناسی
- دختر کشاورز
- مک‌گینتی بزرگ
- ویلسون
- سرچشمه
- ورجینیا سیتی
- عزا برازنده الکتراست
- دروغ بزرگ
- تئودورا وحشی می‌شود
- زندگی پنهان والتر میتی
- زن نامرئی
- دختر مدل
- واگن دسته موزیک
- کلئوپاترا
- جنایت و مکافات
- این زمین مال من است
- کارسون‌سیتی
- مواظب باش پروفسور